# Frederick Methvan Whyte
Frederick Methvan Whyte (2 marzo 1865 – 1941) è stato un ingegnere olandese naturalizzato statunitense, che lavorò per la New York Central Railroad. È noto per lo sviluppo della notazione Whyte per descrivere il rodiggio di una locomotiva nel 1900.
È citato in alcuni testi come F. M. White, anglicizzando il nome. Altri scrissero il secondo nome come "Methven".

## Biografia
Frequenta la Franklin Academy e si diploma nel 1889. Entra in servizio nelle ferrovie il 1º maggio dello stesso anno, dove dal 1º gennaio 1890 diventa disegnatore presso il Motive Power Department (dipartimento mantenimento flotta) della Lake Shore and Michigan Southern Railway. Dal 1º gennaio 1891 al febbraio 1892 lavora nel dipartimento sperimentale e nella progettazione della Baltimore and Ohio Railroad a Baltimora. Dal 1º febbraio 1892 al giugno dello stesso anno lavora alle costruzioni sperimentali della Mexican Central Railroad a Città del Messico. Nel giugno 1892 e fino al dicembre 1894 lavora presso l'ingegneria della Chicago and South Side Rapid Transit Railroad e scrive per un giornale di settore. Dal luglio 1895 al settembre 1896, come disegnatore presso la Northwestern Elevated Railroad di Chicago. Dal luglio 1897 all'agosto 1899 lavora presso la Chicago and North Western Railway e diventa segretario del Western Railway Club.
Dal 15 agosto 1899 al novembre 1904 opera presso la New York Central and Hudson River Railroad. Dal 1º novembre 1904 al 1910, diventa ingegnere capo sulla stessa tratta, poi per la Lake Shore and Michigan Southern, la Boston and Albany Railroad, la Lake Erie and Western Railroad, nell'Indiana e per la Illinois and Iowa Railroad.
Dal 15 settembre 1905 al 1910, lavora come ingegnere meccanico per la Rutland Railroad. Dal 1º novembre 1911 al 1913 è vice presidente della Hutchins Car Roofing.

## Commissione in Australia
Whyte visitò l'Australia nel 1921 come uno dei tre membri della "Royal Commission on the matter of Uniform Railway Gauge", che fece una relazione il 12 ottobre 1921. Fu ricevuto a Melbourne dal primo ministro William Morris Hughes e viaggiò per la nazione. Gli altri membri della Commissione furono il britannico R.K. White e John Joseph Garvan di Sydney.
La Commissione suggerì cinque opzioni di miglioramento. Una fu lo scarto standard tra Grafton e South Brisbane, realizzato nel 1930. L'altra realizzata fu l'estensione del Commonwealth Railways Trans Australia Railway da Port Augusta a Port Pirie nel 1937; eliminarono così lo scartamento ridotto "3ft 6in" (1070 mm) tra le città principali.